# Zygmunt Stefanowicz
Zygmunt Józef Stefanowicz ps. Hezy (ur. 8 listopada 1884 w Mielenkowszczyźnie koło Lidy, zm. 26 kwietnia 1978 w Łodzi) – dziennikarz, publicysta, działacz polonijny w USA.

## Życiorys
Ukończył szkołę elementarną w Lidzie by następnie w 1903 przenieść się do Wilna, gdzie potajemnie uczył się języka i literatury polskiej. W 1905 wstąpił do wileńskiego seminarium duchownego, jednak go nie ukończył. W 1909 wyjechał z kolegą z seminarium – Konstantym Zalewskim – do USA ze względu na strach przed powołaniem do armii rosyjskiej. Zamieszkał w Chicago, gdzie pracował w aptece u brata Konstantego – Bolesława. Później dzięki pomocy księdza Antoniego Stefanowicza podjął studia na Valparaiso University, by następnie ukończyć kurs dziennikarstwa na Northwestern University w Chicago. Uczestniczył wówczas w spotkaniach polonijnych organizowanych przez Jana Smulskiego i współpracował z tygodnikiem „Zgoda”, a także publikował wiersze „Dzienniku Związkowym” i felietony w „Dzienniku Chicagoskim”. Od 1911 pracował jako reporter w „Nowinach Polskich” wydawanych przez ks. Bolesława Górala. W 1912 przeniósł się do „Przewodnika Katolickiego”. W 1913 został redaktorem i zarządcą „Gazety Bostońskiej”, a w 1914 tygodnika „Nowiny Texaskie”. W 1914 związał się ze Zjednoczeniem Polskim Rzymsko-Katolickim w Ameryce (ZPRK). W 1915 został redaktorem dziennika „Polak w Ameryce” w Buffalo. W 1916 został delegatem na sejm ZPRK w Pittsburghu, a w październiku 1917 na sejmie w Schenectady wybrano go redaktorem naczelnym dwutygodnika ZPRK „Naród Polski”, którym był od 1918. W 1918 był reprezentantem ZPRK w Wydziale Narodowym Polskim w Ameryce i członkiem jego zarządu oraz komitetu wykonawczego, a także sekretarzem rady naczelnej i komitetu katolickiego WNP.
W 1918, po odzyskaniu przez Polskę niepodległości, dołączył do akcji zbierania 10 mln dolarów, które zbierano na odbudowę Polski oraz dla ofiar wojny. W 1921 z Nikodemem Piotrowskim założył „Dziennik Zjednoczenia”, którego został redaktorem oraz zarządcą. W 1925 objął funkcję sekretarza wykonawczego i prezesa komisji spraw katolickich Polskiej Rady Opieki Społecznej. 26 kwietnia 1926 został odznaczony w Chicago Krzyż Kawalerski Orderu Odrodzenia Polski oraz Krzyżem Mieczy Hallerowskich. W 1928 za podejmowanie problematyki katolickiej w prasie amerykańskiej dostał papieski dyplom Pontificia Accademia Tiberina ze złotą gwiazdą. W 1929 uczestniczył w pierwszym zjeździe Związku Polaków z Zagranicy (późniejszy Światowy Związek Polaków z Zagranicy). W 1929 na Powszechnej Wystawie Krajowej w Poznaniu kierował przygotowaniem ekspozycji ZPRK nagrodzonej złotym medalem przez ministra Eugeniusza Kwiatkowskiego. W 1929 był inicjatorem powołania Polskiej Centrali Katolickiej w Ameryce. W 1931 zakończył pełnienie funkcji redaktora naczelnego „Narodu Polskiego”, a w 1934 także „Dziennika Zjednoczenia”. Od 1937 działał w Polskim Towarzystwie Historyczno-Muzealnym przy chicagowskim Archiwum i Muzeum Zjednoczenia Polskiego Rzymsko-Katolickiego w Ameryce.
W 1939 był uczestnikiem powołania Rady Polonii Amerykańskiej zajmującej się wsparciem dla mieszkańców okupowanej Polski. Został kierownikiem biura głównego rady oraz organizował amerykańskie komitety ratunkowe. Z czasem został również sekretarzem rady. W 1941 ponownie został redaktorem naczelnym „Narodu Polskiego”, a także został sekretarzem AMZPRK, którym był do 1959. W 1944 był przewodniczącym sejmu Polonii amerykańskiej w Buffalo. Rok później odznaczono go Medalem ZPRK I klasy. W latach 1947–1948 prowadził audycje w rozgłośni WGES w Chicago. W 1950 został prezesem Syndykatu Dziennikarzy Polsko-Amerykańskich. W 1952 wydał w Chicago Historię Archiwum i Muzeum Zjednoczenia Polskiego Rzymsko-Katolickiego w Ameryce. Od lat 50. do lat 70. XX w. inicjował wycieczki Polonii amerykańskiej do Polski. Efektem jego pobytu w Polsce był cykl reportaży zamieszczonych w „Narodzie Polskim”. W 1963 wydawał „Roczniki Historyczne Polskiego Muzeum w Ameryce”. W sierpniu 1967 przeprowadził w Krakowie wywiad z kard. Karolem Wojtyłą. W 1973 był organizatorem obchodów 100-lecia oraz stworzył album „Souvenir Album of the Polish Roman Catholic Union of America for the Centennial and 52st National Convention”. We wrześniu 1974 został uhonorowany tytułem honorowego redaktora pism ZPRK, przeszedł na emeryturę i w listopadzie zamieszkał w Łodzi. W grudniu 1974 otrzymał nagrodę Polskiej Agencji Interpress. W 1975 został odznaczony Złotą Odznaką Orderu Zasługi PRL. W latach 1976–1978 opracował „Szkice z życia Polonii Amerykańskiej, wydane w 1985. Został odznaczony dyplomem honorowym Amerykańskiego Czerwonego Krzyża za działalność dobroczynną w trakcie II wojny światowej oraz dyplomem Departamentu Stanu za akcję zachęcanie do zakupu obligacji wojennych.

### Życie prywatne
Urodził się w Mielenkowszczyźnie w guberni wileńskiej. Był najmłodszym z siedmiorga dzieci Józefa Stefanowicza (właściciela folwarku) i Franciszki z d. Wilk. W 1912 ożenił się z Anną Demeter (1886–1950) – lwowską śpiewaczkę operową. Mieli troje dzieci:
- Zygmunta (1913–1988), sędziego w Superior Circuit Court w Chicago,
- Annę (Andzię) (1915–1976), tancerkę baletową, redaktorkę prasy polonijnej,
- Helenę (1923–1975), żołnierza United States Navy.

W 1966 ożenił się w Paryżu z Leokadią Kłyszejko, biolożką, prof. Uniwersytetu Łódzkiego. Został pochowany 29 kwietnia 1978 na cmentarzu Doły w Łodzi.